# Les Trois Fantastiques Supermen à Tokyo
Pour plus de détails, voir Fiche technique et Distribution.
Les Trois Fantastiques Supermen à Tokyo (Tre supermen a Tokio) est une comédie ouest-germano-italienne de science-fiction réalisée par Bitto Albertini et sortie en 1968.
Le film est le deuxième volet de la série, suivant Les Trois Fantastiques Supermen (1967) et précédant Les Trois Supermen dans la jungle (1970).

## Synopsis
Un agent britannique, chargé de retrouver un court métrage concernant certains épisodes de la vie de hautes personnalités britanniques qui, s'ils étaient dévoilés, pourraient faire scandale, s'associe à deux habiles voleurs et se lance à la recherche du film. Tous trois arrivent à Tokyo où ils parviennent à surmonter les pires difficultés, évitant la mort grâce à un gilet pare-balles. Ayant rencontré un scientifique japonais qui a construit une machine capable de miniaturiser les choses, l'un des trois fait le test et parvient grâce à ce stratagème à découvrir où se trouve le film. Mais il s'agit d'un canular des ennemis qui sont plutôt à Londres, prêts à présenter le film à la presse. Les trois hommes utilisent alors la machine à miniaturiser et parviennent, grâce à cette ruse, à déjouer le scandale. Puis, pour éviter une accusation de vol, ils s'enfuient, prêts pour d'autres aventures.

## Fiche technique
- Titre français : Les Trois Fantastiques Supermen à Tokyo[1]
- Titre original italien : Tre supermen a Tokio[2],[3]
- Titre allemand : Drei tolle Kerle[4]
- Réalisation : Bitto Albertini
- Scénario : Evroni Ebert, Mario Amendola, Bitto Albertini
- Photographie : Umberto Grassia
- Montage : Vincenzo Vanni
- Musique : Ruggero Cini (it)
- Décors : Dario Micheli (it)
- Production : Cesare Canevari, Arrigo Colombo, Italo Martinenghi, Arrigo Peri
- Sociétés de production : Cinesecolo-INDIEF, Terra-Filmkunst
- Format : couleurs - 1,85:1
- Pays de production :  Italie -  Allemagne de l'Ouest
- Langue de tournage : italien
- Genre : comédie de science-fiction
- Durée : 105 minutes
- Dates de sortie : 
  - Italie : 3 mai 1968
  - Allemagne de l'Ouest : 19 juillet 1968
  - France : 14 décembre 1972

## Distribution
- George Martin : Lieutenant Martin
- Salvatore Borgese (sous le nom de « Dick Gordon ») : Dick
- Willy Colombini (sous le nom de « Willy Newcomb ») : Willy
- Gloria Paul : Gloria
- Elizabeth Wu : Yamita
- Heidy Fischer : Janet
- Mino Doro : Jacob Ferré
- Attilio Severini : Chef des criminels
- Consalvo Dell'Arti : Présentateur d'une émission de cinéma
- Valerio Tordi : Charlie Watson
- Artemio Antonini : Lonnie
- Edoardo Toniolo : Walter Spedowski
- Michele Malaspina : Agent d'Interpol

## Production
Les Trois Fantastiques Supermen à Tokyo ne comportait aucun des acteurs originaux en dehors de Gloria Paul du film original Les Trois Fantastiques Supermen.
Les Trois Fantastiques Supermen à Tokyo a été tourné à Tokyo. Lors du tournage, le réalisateur Bitto Albertini a déclaré que le film avait été tourné dans l'indifférence des passants japonais lors d'une poursuite en voiture, la scène étant filmée en caméra cachée dans l'espoir de capter les réactions choquées de la foule,.